# Kaufbeuren
Kaufbeuren este un oraș din regiunea administrativă Schwaben, landul Bavaria, Germania. 

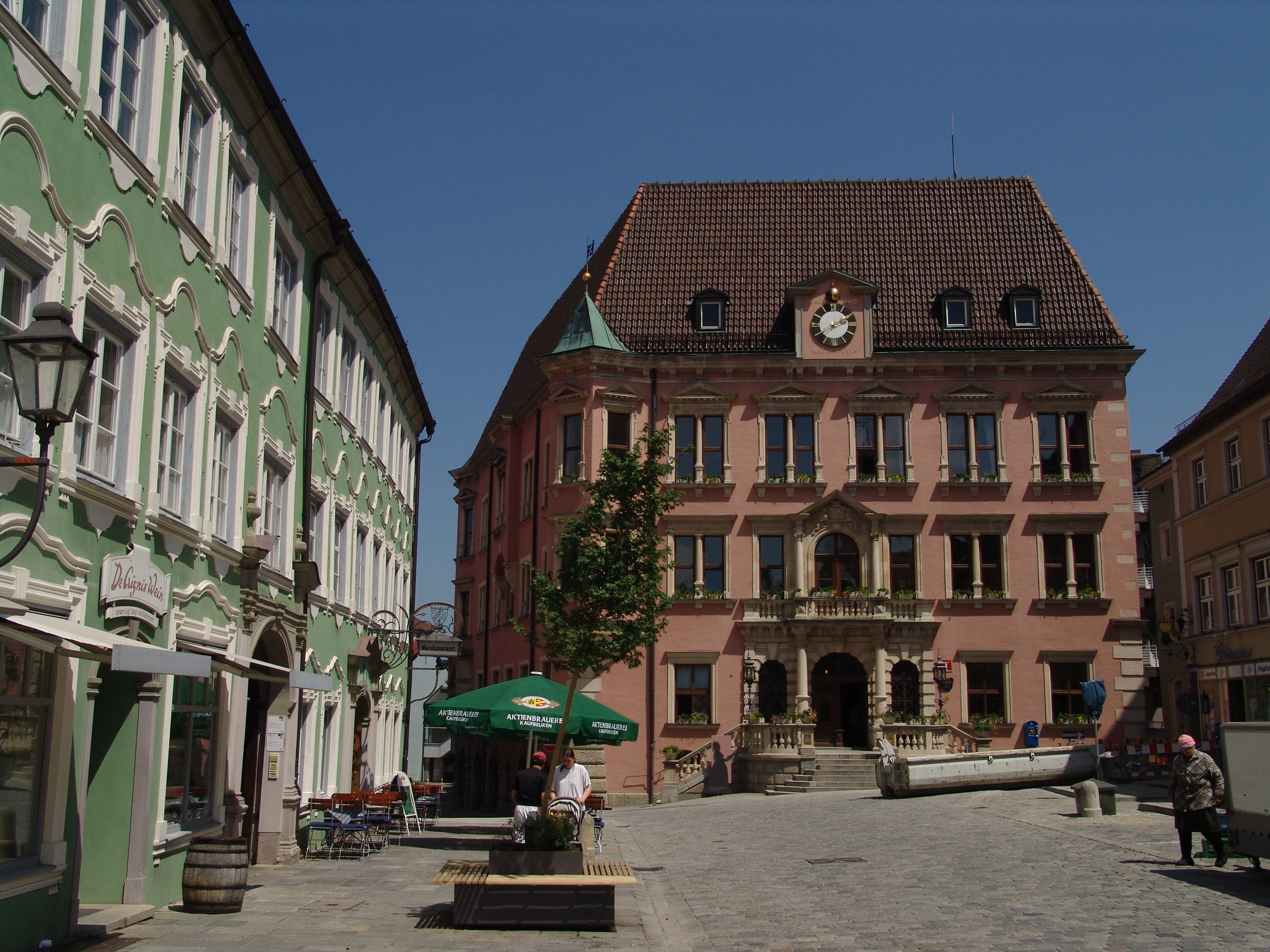
Kaufbeuren
(Primăria)